# Lesieniec (Srokowo)
Lesieniec (deutsch Waldenthal) ist ein kleiner Ort in der polnischen Woiwodschaft Ermland-Masuren innerhalb der Gmina Srokowo (Landgemeinde Drengfurth) im Powiat Kętrzyński (Kreis Rastenburg).

## Geographische Lage
Lesieniec liegt in der nördlichen Mitte der Woiwodschaft Ermland-Masuren, 16 Kilometer nordöstlich der Kreisstadt Kętrzyn (deutsch Rastenburg).

## Geschichte
Der kleine Gutsort Waldental, vorher Abbau Härling genannt, wurde am 28. August 1821 gegründet und war in der Namensform Waldenthal bis 1938 ein Wohnplatz innerhalb der Gemeinde Drengfurth, Vorstadt, im ostpreußischen Kreis Rastenburg. 1885 zählte er 29, 1905 noch 15 Einwohner. Mit der Vorstadt Drengfurth wurde Waldenthal 1938 in die Stadtgemeinde Drengfurth (polnisch Srokowo) eingegliedert.
In Kriegsfolge kam Waldenthal 1945 mit dem gesamten südlichen Ostpreußen zu Polen und erhielt die polnische Namensform „Lesieniec“. Heute ist der kleine Ort „część wsi Leśny Rów“ (deutsch „ein Teil des Dorfes Leśny Rów“) (Ivenhof) innerhalb der Landgemeinde Srokowo (Drengfurth) im Powiat Kętrzyński (Kreis Rastenburg), bis 1998 der Woiwodschaft Olsztyn, seither der Woiwodschaft Ermland-Masuren zugehörig.

## Kirche
Bis 1945 war Waldenthal in die evangelische Pfarrkirche Drengfurth in der Kirchenprovinz Ostpreußen der Kirche der Altpreußischen Union sowie in die katholische Kirche St. Katharina Rastenburg mit der Filialkapelle Drengfurth im damaligen Bistum Ermland eingepfarrt.
Heute gehört Lesieniec katholischerseits zur Heilig-Kreuz-Kirche Srokowo im jetzigen Erzbistum Ermland, außerdem zur evangelischen Kirche Srokowo, einer Filialkirche der Johanneskirche Kętrzyn in der Diözese Masuren der Evangelisch-Augsburgischen Kirche in Polen.

## Verkehr
Lsieniec liegt verkehrsgünstig an der Woiwodschaftsstraße 650, die Stara Różanka (Alt Rosenthal) unweit von Kętrzyn mit Węgorzewo (Angerburg) und Gołdap (Goldap) verbindet. Außerdem enden Nebenstraßen aus östliche bzw. nordöstlicher Richtung von Surwile (Serwillen) bzw. Pyszki (Nordenhof) kommend in Lesieniec.
Eine Anbindung an den Bahnverkehr besteht nicht mehr. Bis 1945 war Drengfurth die nächste Bahnstation als Endpunkt der von Rastenburg kommenden Bahnstrecke, die von den Rastenburger Kleinbahnen betrieben, aber nach 1945 nicht reaktiviert wurde.